# Битва при Куфре
Битва при Куфре — одна из первых боевых операций сил «Свободной Франции» во Второй мировой войне, произошедшая 31 января — 1 марта 1941 года.

## Предыстория
Вскоре после капитуляции Франции перебравшийся в Великобританию генерал Шарль де Голль создал организацию «Свободная Франция», которая продолжила борьбу с фашистской Германией и её союзниками. Одним из первых сторонников «Свободной Франции» стала Французская Экваториальная Африка, и Де Голль решил попытаться открыть собственно французский фронт на границе колонии Чад и Итальянской Ливии.
Французские силы в Чаде были слабы и не имели техники, но им на поддержку пришла британская Long Range Desert Group, специализирующаяся на глубокой разведке в пустыне. В январе 1941 года британские и французские силы провели совместный рейд на итальянский аэродром в Мурзуке. Операция оказалась успешной, однако в её ходе погиб командовавший силами «Свободной Франции» в Чаде подполковник д’Орнано. Новым командующим французскими силами в Чаде стал полковник Леклерк.
Целью для серьёзной операции было решено сделать оазис Куфра, через который итальянцы, благодаря находившимся там аэродрому и радиостанции, поддерживали связь с Итальянской Восточной Африкой.

## Ход боевых действий
Для выдвижения к находившемуся в 1000 километров от французских баз оазису Леклерк собрал 400 бойцов на 60 грузовиках, две разведывательные бронированные машины «Laffly S15», четыре транспортных грузовика и два 75-мм орудия.
Итальянские позиции были укреплены с помощью траншей, заграждений из колючей проволоки, на них имелись пулемёты и лёгкие зенитные орудия. Обороняло оазис две пулемётные роты (280 человек колониальной пехоты) и «Compagnia Sahariana di Cufra» — моторизированная рота, предназначенная для рейдов по пустыне.
Леклерк попросил британцев разобраться с итальянской моторизованной ротой, однако превосходство итальянцев в огневой мощи (на итальянских автомобилях были установлены 20-мм орудия) и поддержка итальянской авиации привели к тому, что англичане были разгромлены и им пришлось отступить. Самым плохим было то, что в плен попал один из офицеров с планом операции. Тем не менее Леклерк решил продолжать выполнение плана. Единственным изменением (как впоследствии выяснилось, критическим) стало то, что он отказался от разведывательных бронированных машин, а вместо них взял с собой всю имевшуюся в наличии артиллерию.
16 февраля французы подошли к Куфре; из-за поломок грузовиков к цели было доставлено лишь 360 бойцов. Итальянская моторизованная рота вышла на перехват, но французы сумели 17 февраля отбить её атаку, так как гарнизон Куфры не рискнул прийти на подмогу своим войскам. Несмотря на то, что французы потеряли много грузовиков от огня итальянских 20-мм пушек, это уже не играло роли: французы окружили Куфру. Несмотря на атаки из пустыни и угрозу с воздуха, они установили своё единственное оставшееся 75-мм орудие в 3 километрах от итальянского форта, вне досягаемости огня итальянцев, и приступили к методичному обстрелу итальянских позиций, подкреплённому огнём 81-мм миномётов с дистанции в 1,5 км.
Итальянской обороной командовал неопытный капитан-резервист, не имевший особого желания стоять насмерть. 28 февраля начались переговоры о капитуляции, и 1 марта Куфра сдалась. Итальянскому гарнизону было разрешено уйти на северо-запад, оставив боевое имущество.

## Итоги и последствия
Захваченное в Куфре военное имущество явилось ценным подспорьем для слабых сил «Свободной Франции», однако сама по себе эта операция особого стратегического значения не имела: ход боевых действий в Африке определялся на берегах Средиземного моря.
Взяв Куфру, Леклерк распорядился своим солдатам принесли под его началом клятву (Serment de Koufra), в которой они обязались сражаться до тех пор, пока французский флаг не будет развеваться над Страсбургским собором.  